# Список футбольних клубів Греції за кількістю титулів
Список всіх грецьких клубів, які виграли хоча б один з основних грецьких трофеїв: Чемпіонат Греції, Кубок Греції, Суперкубок Греції і або Кубок Ліги. Оскільки грецькі клуби не виграли жодного єврокубкового трофею, вони в таблиці не вказані.
| Клуб              | Чемпіонат | Кубок | Суперкубок | Кубок Ліги | Всього |
| ----------------- | --------- | ----- | ---------- | ---------- | ------ |
| «Олімпіакос»      | 47        | 28    | 4          | 0          | 79     |
| «Панатінаїкос»    | 20        | 19    | 3          | 0          | 42     |
| АЕК               | 13        | 16    | 2          | 1          | 32     |
| ПАОК              | 3         | 8     | 0          | 0          | 11     |
| «Аріс»            | 3         | 1     | 0          | 0          | 4      |
| «Лариса»          | 1         | 2     | 0          | 0          | 3      |
| «Паніоніос»       | 0         | 2     | 0          | 0          | 2      |
| ОФІ               | 0         | 1     | 0          | 0          | 1      |
| «Касторія»        | 0         | 1     | 0          | 0          | 1      |
| «Іракліс»         | 0         | 1     | 0          | 0          | 1      |
| «Етнікос» (Пірей) | 0         | 1     | 0          | 0          | 1      |